# Chevauchée matinale sur la plage
Chevauchée matinale sur la plage (en néerlandais : Morgenrit langs het strand) est un tableau peint en 1876 par le peintre néerlandais Anton Mauve de l'École de La Haye. Il montre quatre cavaliers de dos, cheminant sur la dune en descendant vers la plage de Schéveningue, peints dans un style proche de l'impressionnisme. Ce tableau est conservé à Amsterdam au Rijksmuseum.

## Histoire

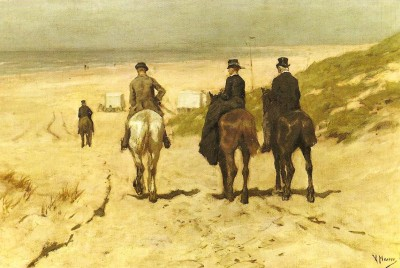
Le tableau avant sa restauration de 1991.

Anton Mauve (1838-1888) est rattaché à l'École de La Haye, connue pour son portrait des conditions de vie des pêcheurs de Schéveningue. Ici, cependant, Mauve a choisi un autre sujet, en peignant des bourgeois à cheval — dont une cavalière en amazone — le long de la plage, avec des cabines de bain en arrière-plan. 
Les chevaux sont un thème inhabituel chez Mauve, plutôt connu pour la peinture d'animaux dans leur environnement, et particulièrement célèbre pour ses paysages où figurent des bovins ou des moutons. Il a choisi une dominante de couleurs bleues et jaunes rendant bien l'ambiance balnéaire. Le mouvement de la lumière dans la peinture suggère un bon dynamisme et du mouvement.
Le traitement de la lumière de cette œuvre n'a été retrouvé qu'après une restauration de la peinture, achevée en 1991. Celle-ci a supprimé les tons jaunâtres dominants dus au vernis et a permis une découverte : fidèle à son engagement réaliste, l'artiste avait représenté du crottin de cheval dans la scène ; puis l'un des propriétaires du tableau a probablement jugé cet élément d'assez mauvais goût pour en demander le masquage.
Ce tableau a été acheté à Mauve par le marchand d'art Adolphe Goupil, qui l'a revendu au collectionneur britannique James Staats Forbes (en) (1823-1904) ; après sa mort, il a été acquis par le galeriste de La Haye Abraham Pleyer, qui l'a vendu en 1905 au ménage Drucker-Fraser. Charles Drucker l'a prêté au Rijksmuseum en 1927 et le lui a légué en 1944, ce qui a été entériné en 1947 . Ce tableau a été présenté à Paris à l'exposition Les Hollandais à Paris 1789-1914 au Petit Palais, du 6 février 2018 au 18 mai 2018,.